# STV Lekstreek
STV Lekstreek is een schaatstrainingsvereniging uit het district Krimpenerwaard van het KNSB Gewest Zuid-Holland. De vereniging is opgericht op 1 oktober 1965. Er zijn veel topschaatsers lid van deze vereniging, onder andere:
- Ineke Kooiman-van Homoet
- Jan Kooiman
- Hein Vergeer
- Leo Visser
- Erik Jan Kooiman
- Remco Schouten
- Patrick Roest
- Hein Otterspeer
- Sacha van der Weide
- Natasja Roest
- Sandra Dekker

A.S.S.W.S.V. SKITS (Amsterdam) · IJssportvereniging Alblasserwaard (Dordrecht) · E.S.S.V. Alcedo (Rotterdam) · IJsclub Bleiswijk (Bleiswijk) · D.S.V. De Skeuvel (Enschede) · HardrijVereniging Den Haag-Westland · (Den Haag) · IJsclub Eindhoven (Eindhoven) · Schaatsclub Gouda (Gouda) · IJsvereniging Groningen (Groningen) · HCH Heerenveen (Heerenveen) · Hengelose IJsclub (Hengelo) · IJsclub Nut & Vermaak (Leimuiden) · IJsclub Twenthe (Almelo) · 
IJssport Vereniging Leiden (Leiden) · STV Lekstreek (Krimpenerwaard) · Lissesche IJsclub (Lisse) · NSSV (Mildam) · USSV Softijs (Utrecht) · SVS Stevensbeek (Stevensbeek) · IJsvereniging Zoetermeer (Zoetermeer)